# Monument A de Tres Zapotes
Le monument A (ou tête colossale 1) est une tête colossale olmèque, découverte sur le site de Tres Zapotes au Mexique.

## Caractéristiques
Le monument A est une sculpture de basalte, mesurant 1,47 m de hauteur pour 1,5 m de largeur et 1,45 m de profondeur ; elle pèse 7,8 t.
Comme les autres têtes colossales olmèques, le monument A représente un visage humain. Sa coiffe est simple, un large bandeau sans décoration. Les ornements d'oreille sont rectangulaires et se projettent en avant sur les joues. Le visage est sculpté avec de profonds plis entre les joues et le nez, et autour de la bouche. Son front est ridé, le visage fronçant les sourcils.

## Historique
La fabrication d'aucune tête colossale n'a pu être datée avec précision. Toutefois, sur le site de San Lorenzo, l'enterrement des têtes a pu être daté d'au moins 900 av. J.-C., leur fabrication et leur utilisation étant antérieures. On estime qu'elles dateraient de l'époque préclassique de la Mésoamérique, probablement du début de cette époque (1500 à 1000 av. J.-C.).
Les deux têtes découvertes sur le site de Tres Zapotes sont les plus anciens monuments de pierre connus sur le site. Elles sont stylistiquement distinctes des autres têtes colossales. Beatriz de la Fuente les perçoit comme une survivance régionale tardive d'une tradition plus ancienne, tandis que d'autres chercheurs avancent qu'elles ne sont qu'une variante régionale attendue dans une localité excentrée.
Le monument A est la première des deux têtes à être découverte, à 1 km au nord du village moderne de Tres Zapotes. Elle est découverte en 1862 par un paysan de Veracruz et est décrite par l'explorateur mexicain José Maria Melgar y Serrano. Il s'agit du premier artefact olmèque connu et il conduit aux premières investigations archéologiques de la culture olmèque, réalisées par Matthew Stirling en 1938. La sculpture n'est plus sur le site : elle est exposée dans le musée communautaire de Tres Zapotes.